# Journey Into Self
Journey Into Self ist ein US-amerikanischer Dokumentarfilm aus dem Jahr 1969.

## Handlung
Die Psychologen Dr. Carl Rogers und Dr. Richard Farson leiten eine Therapiegruppe mit acht Personen. Die Gruppenmitglieder kommen aus verschiedenen Berufen: Theologiestudent, Lehrer, Schuldirektor, Hausfrau, Geschäftsleute und Kassierer.
Auf vier der Mitglieder konzentriert sich der Film. Die Hausfrau kann nur für ihre Katze Zuneigung empfinden. Die eurasische Frau will nicht mehr als „Püppchen“, sondern als Frau angesehen werden. Der Geschäftsmann, der glaubt niemanden zu brauchen, hat Angst zurückgewiesen zu werden. Eine Schwarze, deren Wunsch es ist anderen zu helfen, befürchtet wegen ihrer Hautfarbe abgelehnt zu werden.
Durch die Zusammenarbeit und Gespräche in der Gruppe werden sich die Personen ihrer Ängste bewusst.

## Auszeichnungen
1969 wurde der Film in der Kategorie Bester Dokumentarfilm mit dem Oscar ausgezeichnet.
Ursprünglich hatte der Film Young Americans den Oscar gewonnen. Doch wegen eines Formfehlers wurde der Sieg annulliert und Journey Into Self zum Oscargewinner 1969 gekürt.

## Hintergrund
Die Premiere des Films fand am 20. März 1969 in Hollywood statt.
Den einführenden Kommentar sprach Stanley Kramer.